# 恩特雷里奥斯省
恩特雷里奥斯省（Entre Ríos，意思是「兩河之間」）為南美國家阿根廷二十三省之一省，位於阿根廷東北部，該省首府為巴拉那市（Paraná）。

## 主要城市
- 康科迪亚